# Mona Juul
Mona Juul (Steinkjer, 10 de abril de 1959) es una diplomática, funcionaria y politóloga noruega. Actual embajadora en Jordania.
Es mundialmente famosa por haber facilitando los Acuerdos de Oslo, un esfuerzo para solucionar el conflicto israelí-palestino, en los años 1990. En 2019 fue presidenta del Consejo Económico y Social de las Naciones Unidas.

## Biografía
Creció en Sparbu y estudió en la Universidad de Oslo, donde se recibió de politóloga. En 1986 ingresó a trabajar al gobierno noruego.
En 1988 se casó con el sociólogo Terje Rød-Larsen y tienen dos hijos, Emma y Edvard. Continúan juntos hasta la actualidad.
En diciembre de 1992, junto a su marido iniciaron las negociaciones secretas del Estado de Palestina e Israel, que condujeron al primer acuerdo de la historia entre ambos y a la firma de los Acuerdos de Oslo para la paz del 13 de septiembre de 1993 en Washington D. C.
En 1994 ella y su marido recibieron el premio Peer Gynt del parlamento noruego y en 1999 un premio especial del israelí Centro Peres por la Paz. En 2002 devolvió el dinero del último, al generarse una polémica con la revelación de que había ocultado la suma a su gobierno.

## Legado
Los «Acuerdos de Oslo» terminaron en el Acuerdo de Oslo II, que instituyó la división territorial actual y permitió una relativa paz hasta septiembre de 2000; cuando el conflicto israelí-palestino se reactivó.
En 2016 se estrenó la obra de teatro estadounidense Oslo, del dramaturgo J. T. Rogers, que retrata las negociaciones secretas entre israelíes y palestinos.
En 2021 se estrenó la película Oslo, adaptada de la obra anterior, del director Bartlett Sher y donde ella fue interpretada por la británica Ruth Wilson.